# Chaîne Brooks
Pour les articles homonymes, voir Brooks.
La chaîne Brooks (Gwazhał en langue athapascane) est une chaîne de montagne qui, après avoir commencé près de la mer des Tchouktches, s'étire d'ouest en est à travers l'Alaska pour terminer dans le territoire canadien du Yukon, à une trentaine de kilomètres de la mer de Beaufort, le tout totalisant plus de 1 100 km de longueur. Elle culmine à 2 736 m d'altitude au mont Isto. Sa formation remonte à 126 millions d'années.

## Toponymie
Cette chaîne a été baptisée en 1925 par l’United States Board on Geographic Names en hommage à l’inspecteur général de l’USGS pour l'Alaska de 1903 à 1924, Alfred Hulse Brooks. Diverses appellations figuraient jusqu'alors dans les atlas et les cartes coloniales comme les Arctic Mountains, Hooper Mountains, Meade Mountains ou parfois même Meade River Mountains. La portion canadienne est encore parfois désignée sous le nom de British Mountains, dans le parc national Ivvavik.

## Géographie
Aux États-Unis, ces montagnes sont considérées comme un prolongement des montagnes Rocheuses, alors que le Canada définit la vallée du Liard, au sud de la province de Colombie-Britannique, comme limite septentrionale des montagnes Rocheuses,.
Cette chaîne quasi-désertique est cependant sillonnée par la Dalton Highway et l’oléoduc trans-Alaska qui franchit le col Atigun (1 415 m) pour raccorder les champs de pétrole de Prudhoe Bay, sur le versant nord de l'Alaska. Les villages autochtones d'Alaska d’Anaktuvuk et d’Arctic Village, ainsi que les hameaux de Coldfoot, Wiseman, Bettles et Chandalar Lake, sont les seules localités de ce massif montagneux. À son extrémité occidentale, dans les montagnes De Long et à proximité de la vallée de la Wulik, se trouve la mine de Red Dog, qui est la plus grande exploitation mondiale de zinc.
Les fleuves Kobuk, Noatak et Utukok se jettent en mer des Tchouktches, les cours d'eau Meade, Colville, Sagavanirktok et Firth se déversent dans la mer de Beaufort. Les rivières Old Crow, Sheenjek, Chandalar et Alatna sont tributaires du Yukon.

### Principaux sommets
- Mont Isto, 2 736 m
- Mont Hubley, 2 717 m
- Mont Chamberlin, 2 712 m
- Mont Michelson, 2 699 m
- Mont Igikpak, 2 523 m
- Pic Accomplishment, 2 452 m

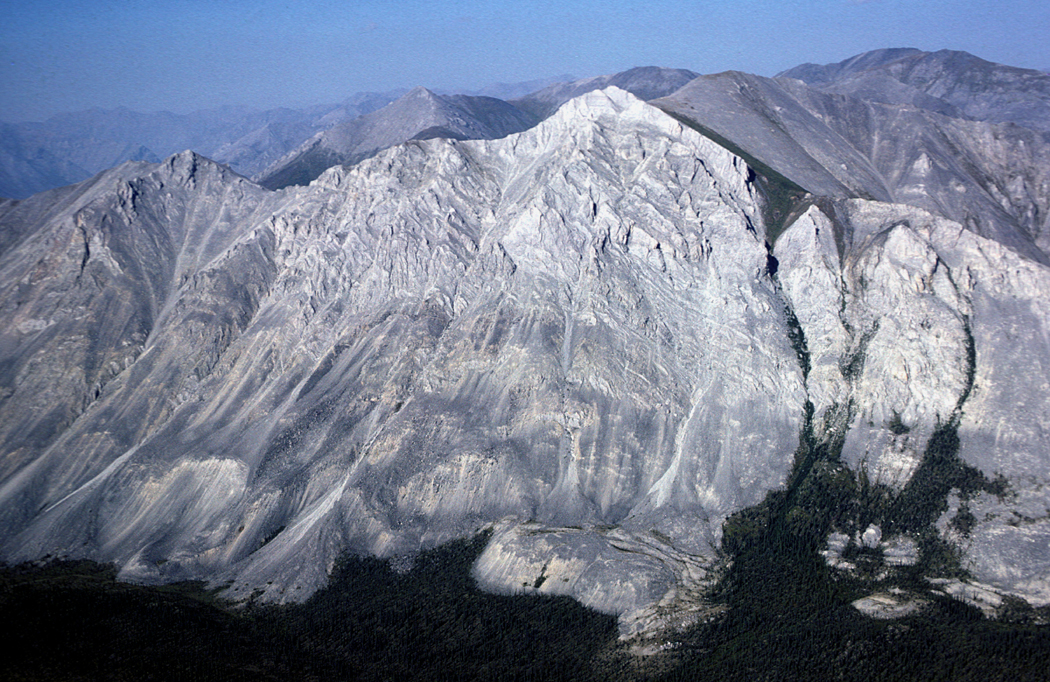
La chaîne Brooks

Limestack Mountain, au centre de la chaîne Brooks.

- Les Portes de Kiev, 2 370 m, point culminant de la zone centrale de la chaîne
- Mont Doonerak, 2 273 m
- Cockedhat Mountain, 2 260 m
- Boreal Mountain East Gate, 2 028 m
- Limestack Mountain, 1 900 m
- Frigid Crags West Gate, 1 677 m
- Black Mountain, 1 530 m, point culminant de la moitié ouest de la chaîne

### Écologie

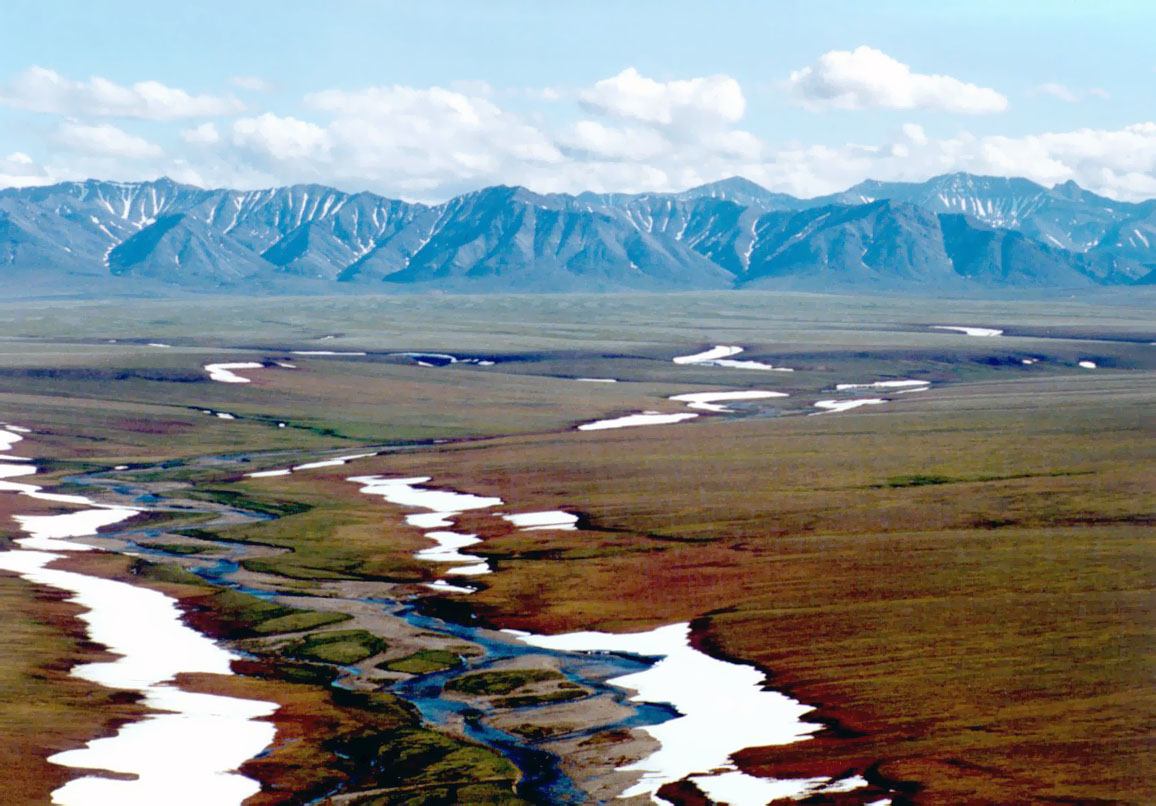
La plaine maritime du refuge faunique national Arctic et la chaîne Brooks, vers le sud.

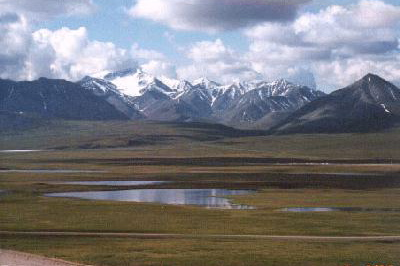
La chaîne Brooks.

La chaîne Brooks constitue la crête la plus septentrionale de la ligne de partage des eaux de l’Amérique du Nord : elle sépare le bassin arctique du bassin Pacifique. Elle fixe aussi la position estivale du front arctique, ainsi que la limite septentrionale de la flore arborescente ; en effet, au-delà de la ligne de partage des eaux, on ne trouve plus que quelques bosquets de peuplier baumier. Le Peuplier faux-tremble et l’Épinette blanche survivent eux aussi au nord de la chaîne Brooks, mais seulement dans certains sites où l'activité anthropique a bouleversé les conditions naturelles,. Les coteaux méridionaux possèdent quelques bosquets d'Épinette noire, marquant l'extension septentrionale extrême de ces variétés. La chaîne Brooks demeure l'une des zones les plus épargnées par l'activité humaine, et sert de refuge au mouflon de Dall, aux grizzlis et aux caribous.
En Alaska, les troupeaux de caribous arctiques, d'un effectif estimé en 2004 à 490 000 sujets, traversent ce massif montagneux dans leur transhumance annuelle. Le troupeau de l'Arctique central, de taille plus modeste (32 000 individus en 2002) et les Caribous porc-épic (123 000 individus) passent également par la chaîne Brooks deux fois par an. La transhumance du caribou porc-épic est la plus longue de tous les mammifères terrestres.

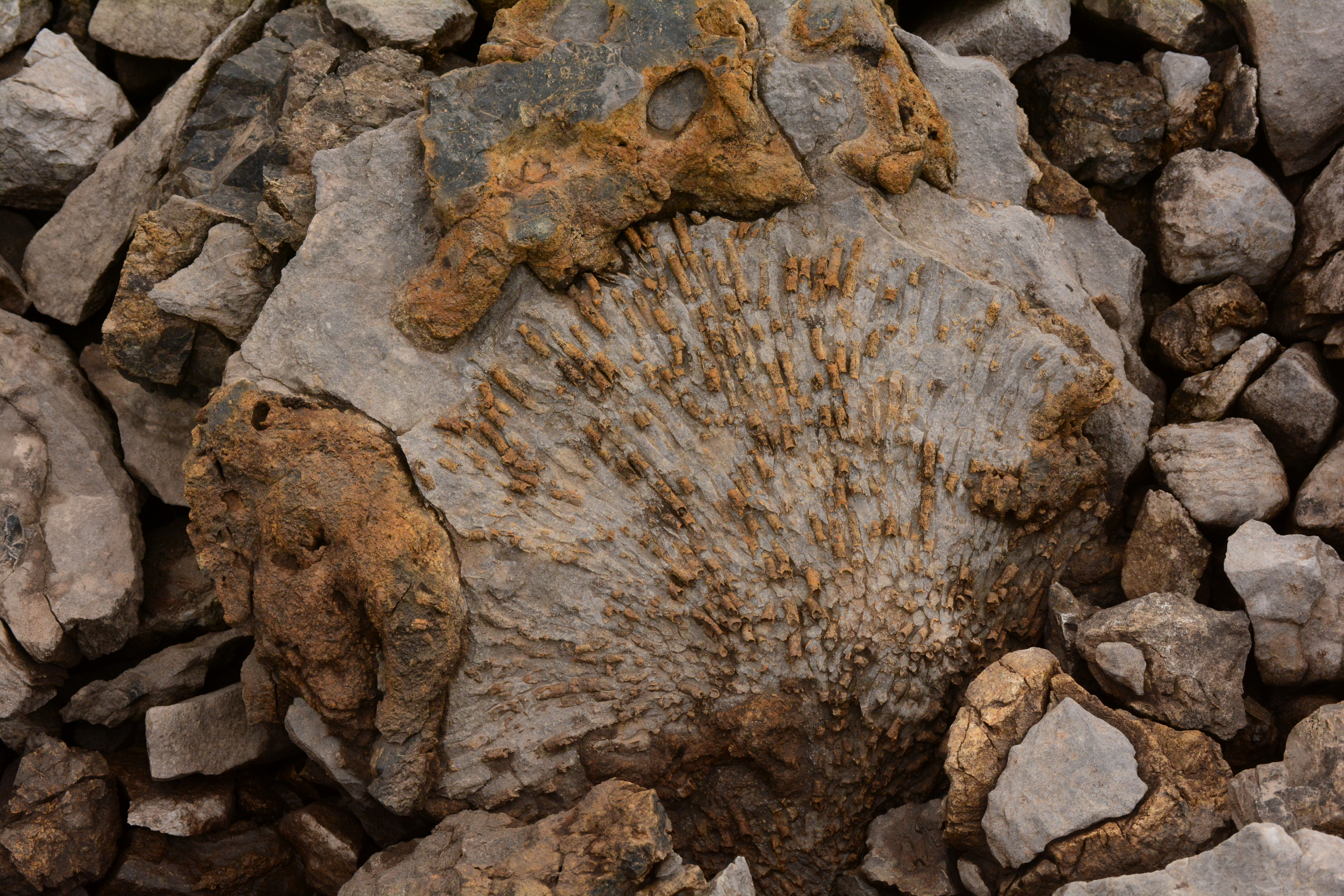
Coraux fossilisés dans la chaîne Brooks, près du mont Limestack.

Formée par la surrection d'anciens sédiments marins, la chaîne Brooks abrite de nombreux fossiles d'animaux marins du Cambrien central, par exemple des trilobites et brachiopodes dans les grès sableux du centre de la chaîne.

### Climat
Alors que les chaînes plus méridionales de l'Alaska ou plus proches de la côte Pacifique enregistrent entre 640 cm et 1 300 cm de neige, les précipitations neigeuses de la chaîne Brooks sont comprises entre 76 cm et 130 cm d'épaisseur.
La station météorologique d'Anaktuvuk Pass (altitude 770 m) enregistre une température estivale moyenne comprise entre 3 °C et 16 °C, et une température hivernale moyenne comprise entre −30 °C et −22 °C.

## Films
- 2007 - Gates of the Arctic: Alaska's Brooks Range
- 2008 - Alone Across Alaska: 1,000 Miles of Wilderness
- 2011 - The Edge of the Earth (court-métrage)
- 2014 - The World Beyond the World (court-métrage)